# 日本電視動畫
日本電視動畫是指在日本電視頻道上公開播放的動畫劇集。
日本第一套動畫《原子小金剛》亦是屬於電視動畫的一種。

## 内容題材
一般與其相關的漫畫、遊戲相關，21世紀初以來很多電視動畫都是由人氣漫畫、遊戲改編，近年多了以輕小說、手机游戏改編的電視動畫。

## 播出時間
大部分的日本電視動畫是一周一集，時間約為24分鐘。少數的電視動畫則可能採用每日播出數分鐘短故事，或每週一日播出數篇短故事的方式。日本動畫多在傍晚或者深夜在電視頻道播放。
一般日本電視動畫播出的時間從一、四、七、十（春夏秋冬四季劃分）這4個月份開始播放。一周一集，三個月為一季。一季一般為12－13話左右。日本電視動畫大多都是為一季（12－13集）、兩季（22－26集）或者四季（26－52集）。
日本電視動畫經過多年的發展，如今已形成一套關於檔期分段的基本框架：晚上8點半至10點半是「黃金時段」，播放面向青少年或老少咸宜的動畫；深夜時分播放面向高中及以上至成人動畫；週六、日上午播放面向兒童的動畫。作品年齡段十分明確。

## 製作技術
1997年起電視動畫的技術發展史在該年也出現巨大的轉捩點，「東映動畫」的《鬼太郎 第4期》從第64話開始，在這部賽璐珞動畫系列的製作工程中，從「上色」一直到最後階段均導入全數碼化製作，此乃業界首創。東映動畫公司得以實現這項改革，要歸功於軟件《RETAS! PRO HD》，讓他們能夠在傳統的製作流程上（作畫、上色、攝影的分工）進行無縫接軌。
後來其他公司也陸續開始檢討「數碼化製作導入」的可行性。直到21世紀初期的這段期間，除了《海螺小姐》以外的所有動畫製作現場，幾乎已經看不到賽璐珞動畫專用的顏料了。2013年9月時，《海螺小姐》全面數位化，賽璐珞正式告別日本動畫歷史舞台。

## 製作過程
日本動畫製作公司一般有兩種，一種叫「企劃公司」，就是籌劃製作，另一種叫「製作公司」，就是實際動手畫。一般是分由兩個公司完成，也有一個公司分兼二職的情況。一般而言，劇本、日程、分鏡、設定、原畫和監督（導演）由企劃公司完成，而製作公司完成描線、上色、特效、校對、攝影、沖印、編輯和配音等工作。

### 前期
動畫製作最開始階段。這部分工作主要有策劃・原作、劇本創作、造型設計、場景設計和分鏡頭畫面等設計。

### 中期
中期製作其中包括攝影表填寫、原畫、動畫及背景繪製等。這一部分工作比較繁重，所以企畫公司一般不參與製作，只負責監督而已。這時在動畫製作名單就會發現，人物設定、場景設定、分鏡頭一般都是些出名人物，而到原畫、動畫、上色等工作時就會出現一大片陌生名字，還有不少乾脆是「XX公司」。像人設、監督這種重要工作，一般以個人名義來進行。
動畫拍攝過程是極為繁重的工作，所以由專門的「動畫」公司負責。策劃公司會對原畫和動畫等工作給出書面詳細要求，接下來，就要看動畫公司的實力了。

### 後期
後期工作便是拍攝（或掃描）、上色、合成、編輯鏡頭和配音字幕等等。

## 相關內容
- 動畫
- 電視動畫
- 動畫雜誌
- 動畫歌曲
- 日本動畫
- 日本动画列表

- 電視台
  - Animax
  - 日本放送協會（NHK）
  - 日本電視台系列（日本テレビ、NTV）
  - 朝日電視台系列（テレビ朝日、TV-Asahi）
  - 富士電視台系列（フジテレビ、Fuji TV）
  - 日本廣播系統系列（TBS）
  - 東京電視台（テレビ東京、TV-Tokyo）
  - WOWOW

註：部份動畫為多個電視台合作播放。

## 外部連結
- （日語）